# Трушкин, Игорь Сергеевич
Игорь Сергеевич Трушкин (род. 17 января 1994, Заречный, Пензенская область) — российский футболист, игрок в мини-футбол. Вратарь клуба «Политех» (Санкт-Петербург).
В настоящее время водитель такси

## Биография
Игорь Трушкин является воспитанником МФА «Дина». Позже — студент института государственного и муниципального образования. Дебютировал за основной состав «Дины» в сезоне 2012/13, отыграл 4 матча. В следующем году стал чемпионом России. Всего за «Дину» провёл 41 матч, пропустил 97 мячей. Являлся основным вратарём клуба.
С сезона 2016/2017 находится в мини-футбольном клубе «Политех».

## Достижения
- Бронзовый призёр юношеского первенства России
- Победитель юношеского первенства России зона «Урал — Западная Сибирь»
- Чемпион России по мини-футболу: 2013/14